# Atletica leggera ai Giochi della V Olimpiade - 200 metri piani

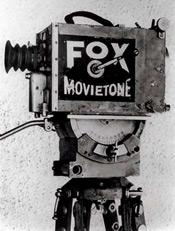
video della finale (durata: 12".)

La competizione dei 200 metri piani di atletica leggera ai Giochi della V Olimpiade si tenne i giorni 10 e 11 luglio 1912 allo Stadio Olimpico di Stoccolma.

## L'eccellenza mondiale
| Record olimpico: Parigi 1900 e Londra 1908 | 22”2 | J. Walter Tewksbury e Bobby Kerr | Assente  |
| Primat. mondiale stagionale                | 21”9 | David Jacobs                     | Presente |

I protagonisti dei Trials statunitensi, che si disputano sulle 220 y in rettilineo, sono:
- Est: Ralph Craig con 22”0, che batte il diciottenne Donald Lippincott;
- Centro: Carl Cooke con 21"6;
- Ovest: Ira Courtney con 21"8.

Non si conosce il tempo di Lippincott perché per consuetudine viene rilevato solo il tempo del vincitore (si fa così anche in Europa). Il campione olimpico Bobby Kerr è assente ai Giochi in quanto si trova fuori condizione. Abbandonerà le competizioni di lì a poco.

## La gara
Statunitensi e britannici superano agevolmente il primo turno.

Nelle semifinali si assiste a scontri al fulmicotone, soprattutto nelle prime tre (solo il tempo del vincitore è ufficializzato):
1. Ira Courtney (USA), Ralph Craig (USA), David Jacobs (GBR): vince Craig con 21"9;
2. William Applegarth (GBR), Hal Heiland (USA), Clement Wilson (USA): vince Applegarth con 21"9;
3. Carl Cooke (USA), Henry Macintosh (GBR), Donnell Young (USA): vince Young con 21"9.

Il giovanissimo Lippincott vince la quarta in 21"8, record olimpico sulla distanza con curva.
In finale Applegarth è primo all'uscita della curva, ma due americani lo riprendono e lo superano: prevale Ralph Craig su Donald Lippincott, con Applegarth terzo.

## Risultati

### Turni eliminatori
| 18 Batterie  | 10 luglio | 61 partenti    | Si qualificano i primi 2. |
| 6 Semifinali | 10 luglio | 36 concorrenti | Si qualificano i primi.   |
| Finale       | 11 luglio | 6 concorrenti  |                           |

### Batterie
| Pos. | Atleta              | Nazione     | Tempo |
| ---- | ------------------- | ----------- | ----- |
| 1    | Charles Reidpath    | Stati Uniti | 22"6  |
| 2    | Georges Rolot       | Francia     | 22"7  |
| 3    | Knut Stenborg       | Svezia      | ND    |
| 4    | Václav Labík-Gregan | Boemia      | ND    |

| Pos. | Atleta            | Nazione     | Tempo |
| ---- | ----------------- | ----------- | ----- |
| 1    | Ralph Craig       | Stati Uniti | 22"8  |
| 2    | Richard Rice      | Regno Unito | 23"0  |
| 3    | Charles Poulenard | Francia     | ND    |
| 4    | Karl Lindblom     | Svezia      | ND    |

| Pos. | Atleta            | Nazione     | Tempo |
| ---- | ----------------- | ----------- | ----- |
| 1    | Ira Courtney      | Stati Uniti | 22"7  |
| 2    | Duncan Macmillan  | Regno Unito | ND    |
| 3    | Joseph Aelter     | Belgio      | ND    |
| 4    | Haralds Hāns      | Russia      | ND    |
| -    | Herberts Baumanis | Russia      | Rit.  |

| Pos. | Atleta             | Nazione     | Tempo |
| ---- | ------------------ | ----------- | ----- |
| 1    | Karl August Luther | Svezia      | 23"6  |
| 2    | Jan Grijseels      | Paesi Bassi | ND    |

| Pos. | Atleta            | Nazione     | Tempo |
| ---- | ----------------- | ----------- | ----- |
| 1    | Willie Applegarth | Regno Unito | 24"7  |
| 2    | Hal Heiland       | Stati Uniti | 24"7  |

| Pos. | Atleta          | Nazione     | Tempo |
| ---- | --------------- | ----------- | ----- |
| 1    | Richard Rau     | Germania    | 22"5  |
| 2    | Arthur Anderson | Regno Unito | ND    |
| 3    | Rudolf Rauch    | Austria     | ND    |

| Pos. | Atleta         | Nazione     | Tempo |
| ---- | -------------- | ----------- | ----- |
| 1    | Carl Cooke     | Stati Uniti | 22"2  |
| 2    | Reuben Povey   | Sudafrica   | ND    |
| 3    | Algernon Wells | Regno Unito | ND    |
| 4    | Hal Beasley    | Canada      | ND    |
| 4    | Géo Malfait    | Francia     | ND    |

| Pos. | Atleta        | Nazione | Tempo |
| ---- | ------------- | ------- | ----- |
| 1    | Army Howard   | Canada  | 25"0  |
| 2    | Franco Giongo | Italia  | 25"0  |

| Pos. | Atleta                | Nazione  | Tempo |
| ---- | --------------------- | -------- | ----- |
| 1    | Knut Lindberg         | Svezia   | 23"1  |
| 2    | Frigyes Wiesner-Mezei | Ungheria | ND    |
| 3    | Charles Lelong        | Francia  | ND    |

| Pos. | Atleta         | Nazione     | Tempo |
| ---- | -------------- | ----------- | ----- |
| 1    | Peter Gerhardt | Stati Uniti | 22"9  |
| 2    | Vic d'Arcy     | Regno Unito | 22"9  |
| 3    | Gösta Möller   | Svezia      | ND    |

| Pos. | Atleta            | Nazione     | Tempo |
| ---- | ----------------- | ----------- | ----- |
| 1    | Donald Lippincott | Stati Uniti | 22"8  |
| 2    | Ivan Möller       | Svezia      | ND    |
| 3    | Pierre Failliot   | Francia     | ND    |
| 4    | Ernest Haley      | Regno Unito | ND    |
| 5    | Pablo Eitel       | Cile        | ND    |

| Pos. | Atleta        | Nazione     | Tempo |
| ---- | ------------- | ----------- | ----- |
| 1    | Alvah Meyer   | Stati Uniti | 24"1  |
| 2    | Robert Duncan | Regno Unito | ND    |

| Pos. | Atleta            | Nazione     | Tempo |
| ---- | ----------------- | ----------- | ----- |
| 1    | Donnell Young     | Stati Uniti | 22"8  |
| 2    | Cyril Seedhouse   | Regno Unito | ND    |
| 3    | Fritz Fleischer   | Austria     | ND    |
| 3    | Yahiko Mishima    | Giappone    | ND    |
| 3    | Heinrich Wenseler | Germania    | ND    |

| Pos. | Atleta              | Nazione     | Tempo |
| ---- | ------------------- | ----------- | ----- |
| 1    | George Patching     | Sudafrica   | 22"3  |
| 2    | Clement Wilson      | Stati Uniti | ND    |
| 3    | Frank McConnell     | Canada      | ND    |
| 4    | Ervin Szerelemhegyi | Ungheria    | ND    |
| -    | Emil Grandell       | Svezia      | Rit.  |

| Pos. | Atleta             | Nazione  | Tempo |
| ---- | ------------------ | -------- | ----- |
| 1    | Max Herrmann       | Germania | 22"9  |
| 2    | István Déván       | Ungheria | ND    |
| 3    | Herman Sotaaen     | Norvegia | ND    |
| 4    | Władysław Ponurski | Austria  | ND    |

| Pos. | Atleta          | Nazione     | Tempo |
| ---- | --------------- | ----------- | ----- |
| 1    | William Stewart | Australasia | 26"0  |
| 2    | Henry Macintosh | Regno Unito | ND    |

| Pos. | Atleta           | Nazione     | Tempo |
| ---- | ---------------- | ----------- | ----- |
| 1    | David Jacobs     | Regno Unito | 23"2  |
| 2    | Skotte Jacobsson | Svezia      | 23"2  |

| Pos. | Atleta          | Nazione    | Tempo |
| ---- | --------------- | ---------- | ----- |
| 1    | Ture Person     | Svezia     | 23"2  |
| 2    | Robert Schurrer | Francia    | ND    |
| 3    | António Stromp  | Portogallo | ND    |

### Semifinali
| Pos. | Atleta                | Nazione     | Tempo |
| ---- | --------------------- | ----------- | ----- |
| 1    | Ralph Craig           | Stati Uniti | 21"9  |
| 2    | David Jacobs          | Regno Unito | ND    |
| 3    | Ira Courtney          | Stati Uniti | ND    |
| 4    | Frigyes Wiesner-Mezei | Ungheria    | ND    |
| 5    | Ture Person           | Svezia      | ND    |
| -    | Arthur Anderson       | Regno Unito | Rit.  |

| Pos. | Atleta            | Nazione     | Tempo |
| ---- | ----------------- | ----------- | ----- |
| 1    | Willie Applegarth | Regno Unito | 21"9  |
| 2    | Clement Wilson    | Stati Uniti | ND    |
| 3    | Hal Heiland       | Stati Uniti | ND    |
| 4    | Cyril Seedhouse   | Regno Unito | ND    |
| 5    | Skotte Jacobsson  | Svezia      | ND    |
| AC   | William Stewart   | Australasia | Rit.  |

| Pos. | Atleta          | Nazione     | Tempo |
| ---- | --------------- | ----------- | ----- |
| 1    | Donnell Young   | Stati Uniti | 21"9  |
| 2    | Carl Cooke      | Stati Uniti | ND    |
| 3    | Georges Rolot   | Francia     | ND    |
| 4    | Max Herrmann    | Germania    | ND    |
| -    | George Patching | Sudafrica   | Rit.  |
| -    | Henry Macintosh | Regno Unito | Rit.  |

| Pos. | Atleta            | Nazione     | Tempo |
| ---- | ----------------- | ----------- | ----- |
| 1    | Donald Lippincott | Stati Uniti | 21"8  |
| 2    | Alvah Meyer       | Stati Uniti | ND    |
| 3    | Army Howard       | Canada      | ND    |
| 4    | Ivan Möller       | Svezia      | ND    |
| 5    | Duncan Macmillan  | Regno Unito | ND    |
| 6    | Jan Grijseels     | Paesi Bassi | ND    |

| Pos. | Atleta             | Nazione     | Tempo |
| ---- | ------------------ | ----------- | ----- |
| 1    | Richard Rau        | Germania    | 22"1  |
| 2    | Peter Gerhardt     | Stati Uniti | ND    |
| 3    | Karl August Luther | Svezia      | ND    |
| 4    | Franco Giongo      | Italia      | ND    |
| 5    | Reuben Povey       | Sudafrica   | ND    |
| -    | Richard Rice       | Regno Unito | Rit.  |

| Pos. | Atleta           | Nazione     | Tempo |
| ---- | ---------------- | ----------- | ----- |
| 1    | Charles Reidpath | Stati Uniti | 22"1  |
| 2    | Vic d'Arcy       | Regno Unito | ND    |
| 3    | Knut Lindberg    | Svezia      | ND    |
| 4    | István Déván     | Ungheria    | ND    |
| 5    | Robert Schurrer  | Francia     | ND    |
| -    | Robert Duncan    | Regno Unito | Rit.  |

### Finale
Sono ufficializzati i tempi dei primi tre classificati.
| Pos.    | Atleta            | Età | Paese       | Tempo ufficiale | Tempo ufficioso |
| ------- | ----------------- | --- | ----------- | --------------- | --------------- |
| Oro     | Ralph Craig       | 23  | Stati Uniti | 21"7            |                 |
| Argento | Donald Lippincott | 19  | Stati Uniti | 21"8 =          |                 |
| Bronzo  | Willie Applegarth | 22  | Regno Unito | 22"0            |                 |
| 4       | Richard Rau       |     | Germania    |                 | 22"2            |
| 5       | Charles Reidpath  | 23  | Stati Uniti |                 | 22"3            |
| 6       | Donnell Young     |     | Stati Uniti |                 | 22"3            |

1. ↑  Il 21 settembre Applegarth si migliorerà ulteriormente correndo in 21"7.

Ralph Craig dopo i Giochi olimpici si sposerà e lascerà definitivamente il mondo dell'atletica.